# Бенець (Лодзинське воєводство)
Бенець (пол. Bieniec) — село в Польщі, у гміні Понтнув Велюнського повіту Лодзинського воєводства.
Населення — 560 осіб (2011).
У 1975-1998 роках село належало до Серадзького воєводства.

## Демографія
Демографічна структура станом на 31 березня 2011 року:
|          | Загалом | Допрацездатний вік | Працездатний вік | Постпрацездатний вік |
| -------- | ------- | ------------------ | ---------------- | -------------------- |
| Чоловіки | 297     | 79                 | 193              | 25                   |
| Жінки    | 263     | 54                 | 138              | 71                   |
| Разом    | 560     | 133                | 331              | 96                   |